# Aktion T4
(Dorothea Buck, Dal monumento commemorativo delle vittime dell'Aktion T4 presente in Tiergartenstrasse 4, Berlino.)

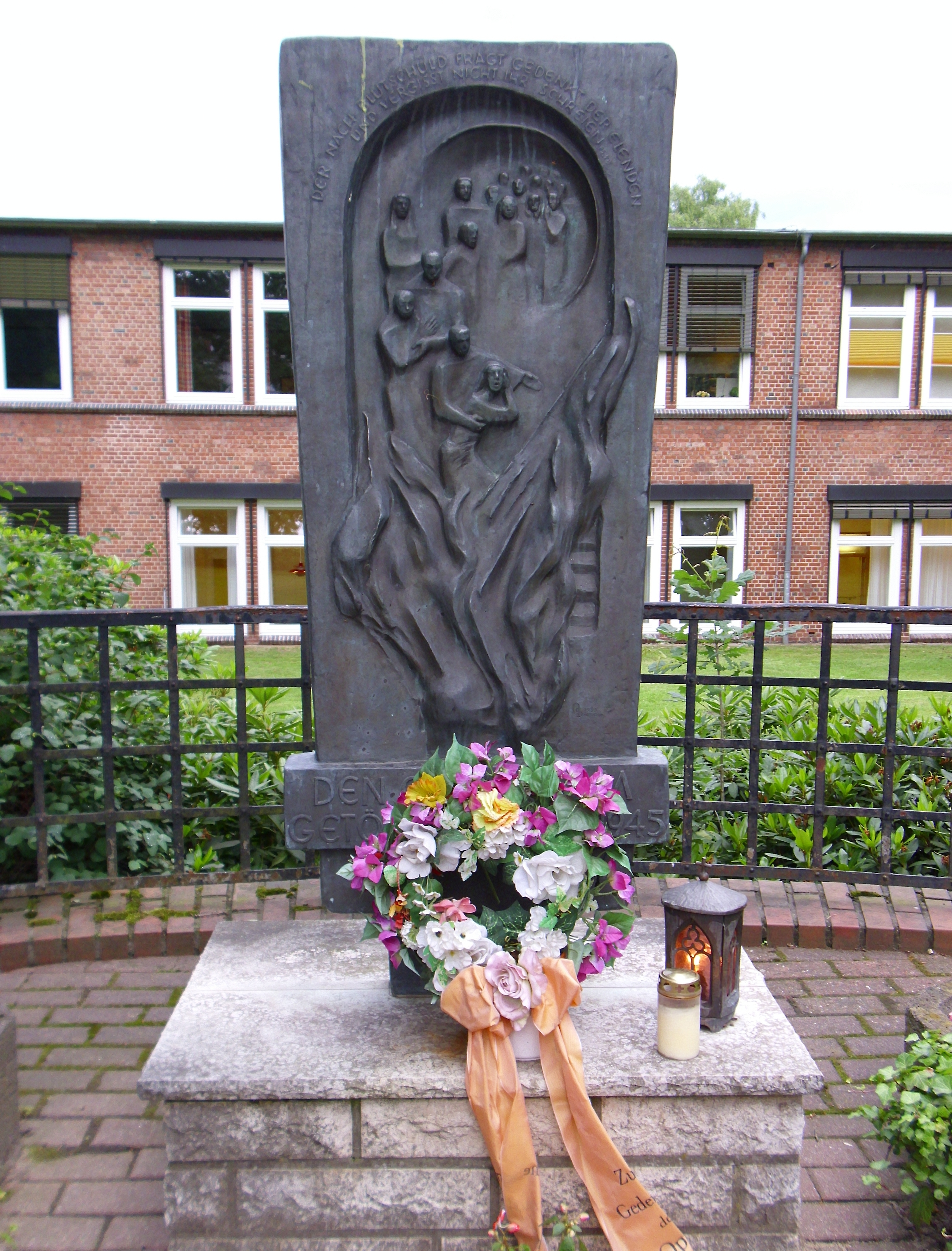
Monumento commemorativo delle vittime dell'Aktion T4 ad Amburgo.

Aktion T4 ("Operazione T4" o "Programma T4") è il nome convenzionale con cui si designa il programma di eutanasia che, sotto responsabilità medica, prevedeva nella Germania nazista la soppressione di persone affette da malattie genetiche inguaribili e da persone con disabilità mentali (ma non fisiche, se non per casi gravi), ovvero delle cosiddette "vite indegne di essere vissute".
Si stima che durante il periodo di applicazione del programma T4, conclusosi il 1º settembre 1941, siano state uccise fra le 60000 e le 100000 persone; per quanto riguarda la sola terza fase dell'Aktion T4, i medici incaricati di portare avanti l'operazione decisero di uccidere il 20% dei pazienti presenti negli istituti di cura, per un totale stimato di circa 70000 vittime. Le uccisioni proseguirono però anche dopo la fine ufficiale del programma, portando il totale delle vittime a una cifra che si stima intorno alle 275000 o comunque non di meno di 200000 persone.

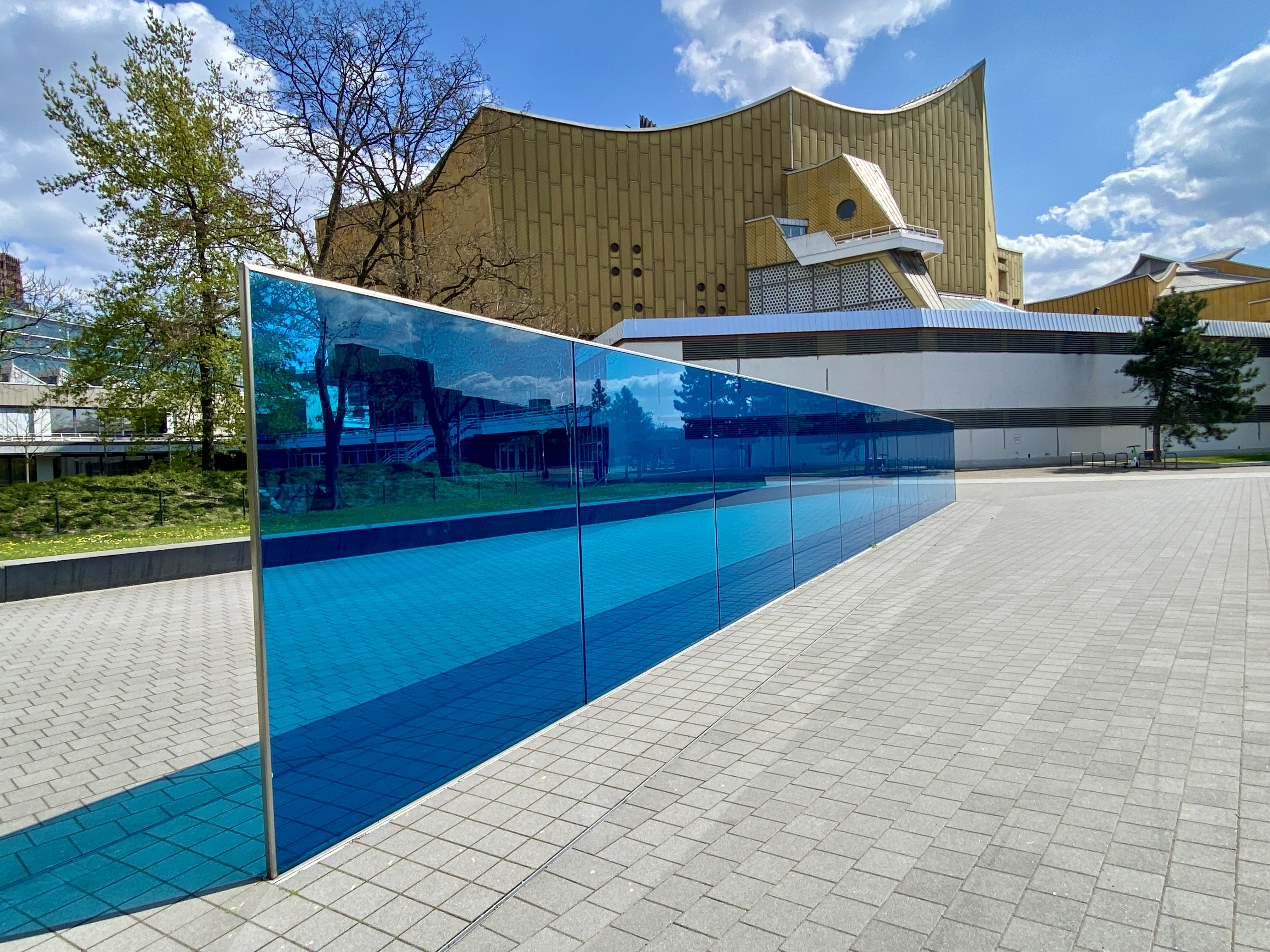
Memoriale commemorativo delle vittime di Aktion T4 sito in Tiergartenstraße 4 a Berlino.

T4 è l'abbreviazione di "Tiergartenstraße 4", via e numero civico di Berlino al cui indirizzo era situato il quartier generale dalla Gemeinnützige Stiftung für Heil- und Anstaltspflege, l'ente pubblico per la salute e l'assistenza sociale, sito nelle vicinanze dello zoo di Berlino e adiacente al grande Parco Tiergarten (da Tier, in tedesco "animale", e Garten, "giardino"), vicino al Kurfürstendamm, all'epoca, e ancora oggi, lussuoso viale alla moda di Berlino. La denominazione Aktion T4 non è nei documenti del tempo, poiché i nazisti usavano il nome in codice EU-Aktion o E-Aktion ("EU" o "E" significavano Euthanasie, cioè "eutanasia"). Programma di eutanasia fu il nome utilizzato durante il processo di Norimberga, sia dai giudici sia dai procuratori. Si è utilizzato anche il termine morte per compassione.

## Premessa
Il programma T4 era anche chiamato «programma eutanasia» da chi collaborava a quest'operazione ed era attuato nell'ambito dell'eugenetica e dell'«igiene razziale», argomenti assai diffusi nella Germania nazista. Il programma mirava inoltre a diminuire le spese statali derivanti dalle cure e dal mantenimento nelle strutture ospedaliere dei pazienti affetti da disabilità, in un momento in cui le priorità economiche erano rivolte al riarmo dell'esercito tedesco. Il professor Robert Jay Lifton, autore de I medici nazisti e accreditato studioso dell'Aktion T4, nota chiaramente le differenze tra questo programma e la reale eutanasia: egli spiega che la concezione nazionalsocialista di "eutanasia" era basata sul lavoro di Adolf Jost che nel 1895 aveva pubblicato Das Recht auf den Tod («Il diritto alla morte») e conclude:
Il dottor Stuart Stein della University of the West of England scrive:

## Origini della politica di "igiene razziale"

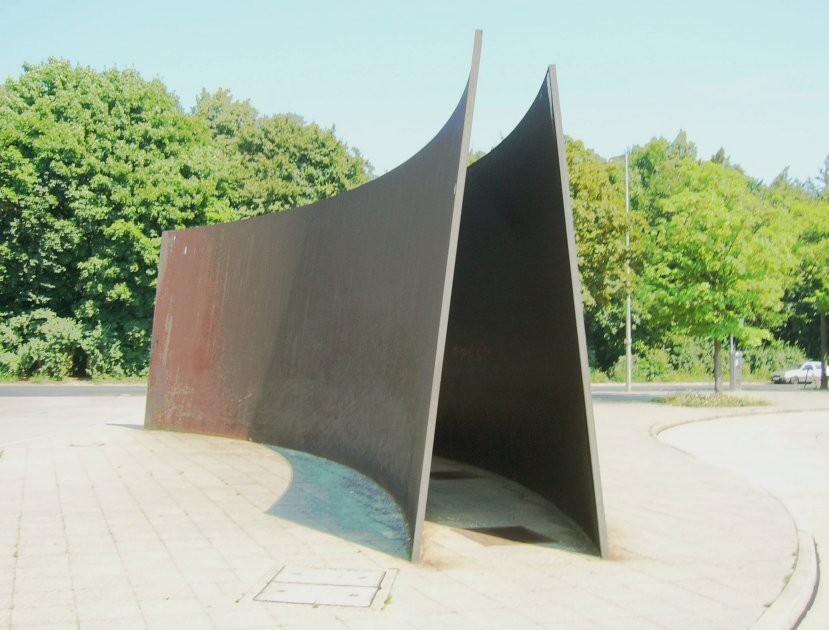
Monumento commemorativo posto nel 1986 sulla Tiergartenstrasse a Berlino.

### Eugenetica in Germania
All'inizio del XX secolo in molte nazioni - tra le quali spiccavano Stati Uniti d'America, Germania e Regno Unito - si discuteva di eugenetica, una disciplina strettamente correlata al darwinismo sociale, volta a migliorare la specie umana attraverso la selezione dei caratteri genetici ritenuti positivi (eugenetica positiva) e l'eliminazione di quelli negativi (eugenetica negativa). In Germania la discussione verteva su concetti di «razzismo scientifico» e «igiene razziale» secondo i quali il Volk (traducibile in «comunità popolare» e inteso come insieme degli individui legati da caratteristiche razziali e culturali) avrebbe dovuto sopravvivere e migliorarsi come collettività anche a discapito, se il caso, dei diritti dell'individuo.
Nel 1895 Adolf Jost, uno dei precursori dell'idea eugenetica tedesca, scrisse Das Recht auf den Tod («Il diritto alla morte») ove sostenne il diritto dello Stato di imporre la morte all'individuo per salvaguardare la purezza e la vitalità del Volk. Ma fu agli inizi degli anni venti che il movimento eugenetico tedesco sviluppò un'ala radicale guidata da Alfred Hoche e Karl Binding. Hoche e Binding nel loro Die Freigabe der Vernichtung lebensunwerten Lebens («Il permesso di annientare vite indegne di vita») pubblicato nel 1920 sostenevano l'esigenza e il diritto all'uccisione di «persone mentalmente morte», «gusci vuoti di esseri umani»: termini che vennero sintetizzati nell'espressione lebensunwertes Leben («vita indegna di vita» oppure «vita indegna di essere vissuta»).
Lo stato di estrema prostrazione nel quale si trovava la Germania al termine della prima guerra mondiale la rese particolarmente ricettiva a idee di questo tipo. Come riporta Robert Jay Lifton, uno dei massimi studiosi del fenomeno medico nazista:

### Hitler e l'eugenetica
L'origine di questi progetti è da ricondurre all'ossessione di creare una razza pura e rafforzare lo stato tedesco (Volkskörper) in previsione di un suo dominio sugli altri popoli. L'idea di implementare una politica di «igiene razziale» rappresentò un elemento centrale dell'ideologia hitleriana fin dagli esordi. Hitler provò per tutta la vita una violenta repulsione per l'handicap mentale, attratto com'era dai canoni di bellezza e purezza che gli derivavano dal suo reputarsi "artista" e dal dibattito in corso in Germania da parte del movimento eugenetico. Nelle sue discussioni con Philipp Bouhler e Hans Lammers, a capo rispettivamente della Cancelleria privata del Führer e di quella del Reich, Hitler definiva i disabili come coloro «che si insudiciano di continuo» e che «mettono i loro stessi escrementi in bocca». Più in generale Hitler utilizzò metafore mediche per paragonare coloro che aveva intenzione di eliminare dalla «comunità razziale» tedesca - si riferì in più occasioni agli ebrei come a un virus che doveva essere curato oppure a un cancro che doveva essere asportato. Allo stesso modo egli vedeva i disabili come un «elemento estraneo» al corpus razziale germanico: nella mente di Hitler e degli altri dirigenti nazisti la necessità di «ripulire» la razza tedesca dai sub-umani era fondamentale.
Nel suo Mein Kampf (1925-1926) Hitler definì chiaramente le sue idee in merito e significativamente lo fece nel capitolo «Lo Stato», dedicato alla visione nazionalsocialista di come una nazione moderna avrebbe dovuto «gestire» il problema:

## La sterilizzazione coatta (1933-1939)
In sintonia con questa visione di Stato il regime nazista implementò subito dopo l'ascesa al potere le prime politiche di igiene razziale. Il 14 luglio 1933 fu discussa dal parlamento tedesco la Gesetz zur Verhütung erbkranken Nachwuchses («Legge sulla prevenzione della nascita di persone affette da malattie ereditarie»). Poiché il 20 luglio era prevista la firma del Concordato con la Chiesa cattolica si ritenne più opportuno posticipare la promulgazione della legge al 25 luglio.
Questa legge stabiliva la sterilizzazione forzata di persone affette da una serie di malattie ereditarie - o supposte tali - tra le quali schizofrenia, epilessia, cecità, sordità, corea di Huntington e ritardo mentale. Inoltre la legge prevedeva la sterilizzazione degli alcolisti cronici. Una prima stima, effettuata dal Ministero dell'Interno sulla base dei dati forniti dagli istituti medici, calcolava in circa 410.000 il numero dei malati da sterilizzare; lo stesso Ministero, però, prevedeva un congruo aumento del numero rispetto alla stima iniziale nel prosieguo del «programma».
Dell'applicazione della legge fu incaricato il ministero dell'Interno (retto da Wilhelm Frick) attraverso speciali Erbgesundheitsgerichten («Tribunali per la sanità ereditaria») formati da tre membri: due medici e un giudice distrettuale. I Tribunali avevano il compito di esaminare i pazienti nelle case di cura, negli istituti psichiatrici, nelle scuole per disabili e nelle prigioni per stabilire quali fra essi dovevano essere sterilizzati e procedere successivamente all'operazione. I responsabili degli istituti visitati (medici, direttori, insegnanti, ecc.) avevano l'obbligo legale di riferire ai funzionari dei Tribunali, in palese violazione del codice deontologico, i nomi di coloro che rientravano nelle categorie da sottoporre a sterilizzazione.
Nonostante le numerose proteste popolari e i ricorsi presentati dai parenti dei pazienti, si stima che tra il 1933 e il 1939 siano state sterilizzate fra le 200.000 e le 350.000 persone.
Martin Bormann, stretto collaboratore e successivamente segretario privato di Hitler, fece circolare una direttiva nella quale era specificato che «nel formulare una diagnosi di debolezza mentale, si doveva tener conto del comportamento morale e politico di una persona. La chiara implicazione era che si poteva etichettare come "debole di mente" senza andare troppo per il sottile una persona ostile ai nazisti [...]».
L'eugenetica nazionalsocialista (così come quella degli altri paesi europei e degli Stati Uniti) non colpì gli individui affetti da esclusivi problemi fisici (ad esempio, impossibilitati a camminare), ma interessò le persone con deficit intellettivi, problemi mentali e psichiatrici e affette da malattie ereditarie; non riguardò, ad esempio, il ministro della Propaganda, Joseph Goebbels, il quale aveva una gamba leggermente più corta dell'altra (a causa di un'osteomielite che lo colpì nei primi anni di vita), una deformità che lo costrinse a zoppicare vistosamente per tutta la vita. Anche uno dei più importanti gerarchi coinvolti nel programma eugenetico, il dottor Philipp Bouhler, aveva un problema fisico: zoppicava, a causa di una ferita riportata durante i combattimenti della prima guerra mondiale.
Un altro caso di persona nota affetta da problemi fisici fu Arthur Seyss-Inquart: il massimo esponente del nazionalsocialismo austriaco era infatti affetto da una deformità congenita al piede sinistro nota in inglese come "club foot", all'incirca corrispondente alla locuzione italiana "piede equino" (è possibile osservare in filmati storici di repertorio la sua andatura claudicante a causa di tale deformità). Nonostante tale problema congenito, egli combatté durante la Prima Guerra Mondiale, venendo anche ferito durante il conflitto.
Dopo il 1937, le politiche di riarmo e la necessità sempre più massiccia di manodopera fecero in modo che molti potenziali pazienti risultassero «utili» e perciò esclusi dall'applicazione della legge, con la conseguente diminuzione del numero di sterilizzazioni.
La maggior parte dei medici tedeschi non protestò contro l'applicazione della legge che, in sintonia con le idee del tempo, reputavano sostanzialmente corretta. Le idee sulla sterilizzazione coatta però non erano proprie del movimento nazionalsocialista, che pure le espresse nella sua forma più estrema. L'idea di sterilizzare coloro che soffrivano di disabilità ereditarie e di considerare un comportamento «asociale» anch'esso ereditabile, era ampiamente accettato e vigevano leggi di sterilizzazione coatta anche negli Stati Uniti, in Svezia, in Svizzera e in altri paesi. Tra il 1935 e il 1976, ad esempio, furono sterilizzate in Svezia 62.000 persone. La Chiesa cattolica però si oppose con forza alle politiche razziali ed eugenetiche del regime, anche se non riuscì a impedirne del tutto l'attuazione.

## Verso il programmaAktion T4(1933-1939)

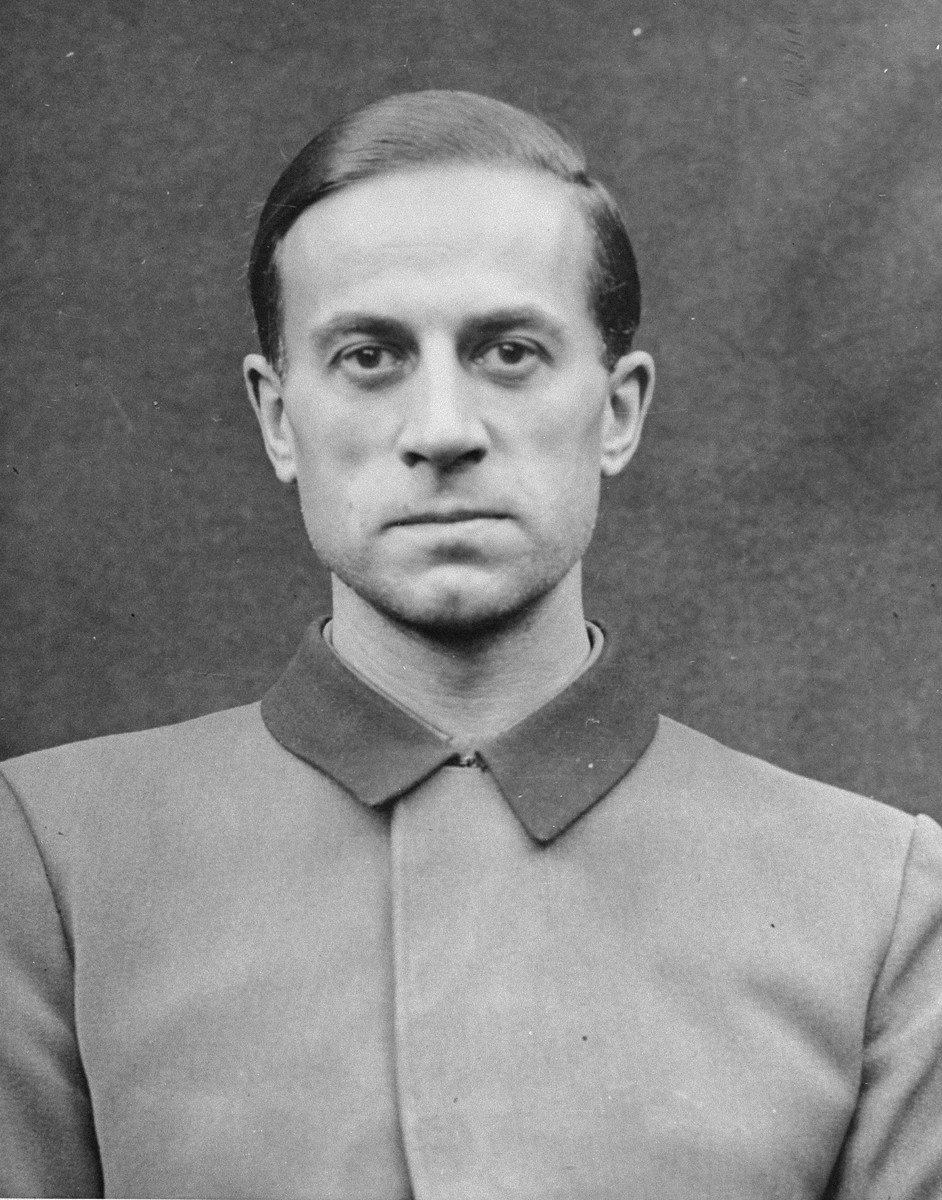
Karl Brandt, medico personale di Hitler e iniziatore del Programma T4 (qui in una foto del 1947).

Subito dopo il varo del programma di sterilizzazione coatta, Hitler espresse il proprio favore all'uccisione dei malati inguaribili, delle «vite indegne di vita». Il dottor Karl Brandt (medico personale del Führer) e Hans Lammers testimoniarono al termine del conflitto la volontà di Hitler di lanciare un programma di eugenetica già nel 1933 e la sua consapevolezza che tale progetto non sarebbe stato probabilmente compreso dall'opinione pubblica tedesca. Nel 1935 disse a Gerhard Wagner, Reichsärzteführer (capo dei medici del Reich), che la questione non avrebbe potuto essere risolta in tempo di pace e affermando che «questo problema potrà essere portato a termine senza intoppi e più facilmente in tempo di guerra» e ancora «in caso di guerra risolveremo radicalmente il problema degli istituti psichiatrici».
Lo scoppio della guerra permise così a Hitler di realizzare il progetto che accarezzava già da lungo tempo. La guerra addusse anche nuove giustificazioni all'idea di Hitler: i malati, anche se sterilizzati, continuavano a dover essere ricoverati in appositi istituti e, di conseguenza, a occupare spazi e risorse che avrebbero potuto essere utilizzati per i soldati feriti e per gli sfollati delle città bombardate. Essi venivano alloggiati e nutriti a spese dello Stato e impegnavano parte importante del tempo dei medici e del personale infermieristico; tutto questo era stato a malapena tollerato dalla dirigenza nazionalsocialista durante gli anni di pace, ma ora risultava assolutamente inconcepibile. Così si espresse Hermann Pfannmüller, fervente nazista e uno tra i medici coinvolti nell'Aktion T4: «è per me intollerabile l'idea che i migliori, il fiore della nostra gioventù, debbano perdere la vita al fronte perché i deboli di mente ed elementi sociali irresponsabili possano avere un'esistenza sicura negli istituti psichiatrici».
Durante la preparazione dell'operazione di eugenetica vera e propria, furono progressivamente chiuse le istituzioni medico-religiose, dalle quali ci si aspettava naturalmente una forte resistenza all'uccisione dei pazienti. I pazienti che vi si ospitavano furono quindi trasferiti negli istituti medici statali, andando a peggiorare le già precarie condizioni di sovraffollamento, e aumentando le possibilità propagandistiche delle campagne a favore dell'eugenetica.

### Operazioni propagandistiche in preparazione al programma eugenetico
Nel periodo 1933-1939 il regime preparò l'opinione pubblica attraverso un oculato e mirato programma propagandistico. Le organizzazioni naziste prepararono opuscoli, poster e film in cui si mostrava il costo di mantenimento degli istituti medici preposti alla cura dei malati inguaribili e si affermava che il denaro risparmiato poteva essere speso con più profitto per il "progresso" del popolo tedesco «sano».
Tra i numerosi cortometraggi prodotti in merito alla cosiddetta "eutanasia", ci sono:
- Das Erbe («L'eredità», 1935) - Un film didattico e dichiaratamente «scientifico» che rappresentava le implicazioni mediche e sociali delle tare ereditarie e che rappresentava l'idea nazista di darwinismo e di «sopravvivenza del più forte».[26]
- Opfer der Vergangenheit («Vittima del passato», 1937) - Il film metteva a confronto il popolo «sano» con scene tratte dalle corsie degli istituti psichiatrici popolate di esseri «deformi» e «degenerati» e arrivando a concludere che tutto ciò era dovuto a una violazione delle regole della selezione naturale, cui si sarebbe dovuto porre rimedio ripristinandole con «metodi umani». La prima del film si tenne a Berlino, introdotta dal leader dei medici del Reich, Wagner, e successivamente proiettato a lungo in 5.300 cinematografi in tutta la Germania.[27]
- Ich klage an («Io accuso», 1941) - Prodotto (e girato con maestria) quando già il programma T4 era avviato, dietro suggerimento di Karl Brandt (uno dei principali responsabili del progetto), per giustificare le misure intraprese e mettere a tacere le critiche che, nonostante il lavoro propagandistico fatto, erano ancora numerose. Il film era basato sul romanzo Sendung und Gewissen («Missione e coscienza») del medico e scrittore Helmut Hunger, altro elemento chiave dell'Aktion T4. Mentre i nazisti operavano le «uccisioni pietose» contro la volontà dei pazienti e dei parenti, il film mostrava invece un medico che uccideva la moglie malata di sclerosi multipla che lo supplicava di mettere fine alle sue sofferenze. Processato, il medico veniva assolto dalla giuria, che si interrogava circa la domanda posta dallo stesso accusato: «Vorreste voi, se invalidi, continuare a vegetare per sempre?».[28]

Un ulteriore campo di intervento propagandistico a favore dell'eugenetica fu rappresentato dalle scuole, dove gli studenti si trovarono a risolvere problemi di aritmetica di questo tipo:
Questa pratica è mostrata anche nel film italiano La vita è bella, in cui si elogia la bravura dei bambini tedeschi nel risolvere problemi di matematica come questo:
La pressione sui giovani per far loro accettare l'eugenetica si esercitava anche attraverso la potente organizzazione Hitler-Jugend («Gioventù hitleriana»), che raggruppava (l'iscrizione e la partecipazione alle attività svolte erano obbligatorie) i tedeschi dai 10 ai 18 anni di età. In un manuale formativo a uso dei leader della Gioventù hitleriana, nel capitolo «Genetica e igiene razziale» si poteva leggere:
Un altro esempio è tratto da una pubblicazione orientativa intitolata Du und dein Volk («Tu e il tuo popolo») che veniva distribuita agli studenti al termine del ciclo scolastico obbligatorio, al raggiungimento del quattordicesimo anno d'età. Significativamente, anche in questo caso, il paragrafo riportato che tratta della legge sulla sterilizzazione si trova nel capitolo relativo ai rapporti tra individuo e Stato ed è inserito subito dopo «Il problema ebraico» e seguito da «La grande importanza del tasso di natalità». Si ripete anche qui lo schema classico nazionalsocialista di «eliminazione» dei «geni negativi» (ebrei, disabili, ammalati, asociali) e la «riproduzione» di quelli «positivi» (e vincenti nel processo di selezione naturale).

## L'uccisione dei bambini (1938-1941)

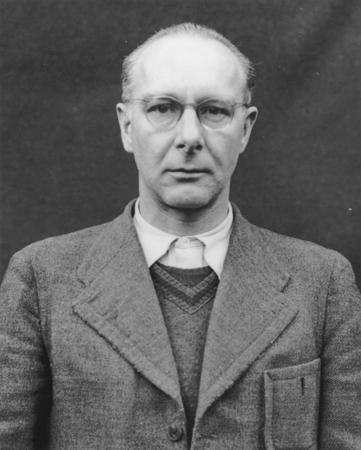
Viktor Brack

Verso la fine del 1938 la Cancelleria del Führer ricevette, da parte della famiglia di un bambino di nome Knauer affetto da gravi malformazioni fisiche e definito «idiota», una richiesta affinché Hitler desse il suo assenso per un'«uccisione pietosa». Hitler inviò il suo medico personale Karl Brandt presso la clinica dell'Università di Lipsia per verificare con i medici che avevano in cura il bambino se realmente egli fosse un caso disperato e, in tal caso, autorizzarne l'uccisione, che alla fine avvenne. In seguito al «caso Knauer», Hitler autorizzò la creazione della Reichsausschuß zur wissenschaftlichen Erfassung erb- und anlagebedingter schwerer Leiden («Comitato del Reich per il rilevamento scientifico di malattie ereditarie e congenite gravi»), e vi pose a capo Brandt. La Commissione era diretta da Hans Hefelmann e dipendeva direttamente da Viktor Brack; entrambi facevano parte della Cancelleria privata del Führer, che diresse il programma in collaborazione con il Dipartimento di Sanità del Ministero dell'Interno. Hitler autorizzò nel contempo Brandt e Bouhler (capo della Cancelleria privata del Führer) a procedere con l'eutanasia in casi simili a quello che si era presentato.
L'elemento volontario presente nel «caso Knauer» scomparve rapidamente; entro l'agosto 1939 il Ministero dell'Interno ordinò che i medici e le ostetriche che lavoravano negli ospedali tedeschi riferissero tutti i casi di bambini nati con gravi malformazioni, ufficialmente per creare un «archivio scientifico», ma con il chiaro intento di operare le necessarie «uccisioni pietose». Dovevano essere segnalati «tutti i bambini di età inferiore ai tre anni nei quali sia sospetta una delle seguenti gravi malattie ereditarie: idiozia e sindrome di Down (specialmente se associata a cecità o sordità); macrocefalia; idrocefalia; malformazioni di ogni genere, specialmente agli arti, alla testa e alla colonna vertebrale; inoltre le paralisi, incluse le condizioni spastiche». Le segnalazioni venivano valutate da una speciale commissione composta da tre membri che dovevano raggiungere il consenso unanime prima di procedere all'uccisione.
Nello svolgimento del programma Aktion T4 si utilizzarono numerosi metodi di dissimulazione; molti genitori, soprattutto dell'area cattolica, erano, per ovvi motivi, contrari. I genitori venivano informati che i loro figli sarebbero stati portati in «sezioni speciali» di centri pediatrici dove avrebbero potuto ricevere cure migliori e innovative. I bambini inviati presso questi centri venivano tenuti «in osservazione» per alcune settimane e poi uccisi con iniezioni letali; i certificati di morte riportavano come causa del decesso «polmonite». Normalmente venivano effettuate autopsie ed erano asportate alcune parti del cervello a scopo di ricerca scientifica. Questa operazione sembrava tacitare le coscienze di molti dei medici coinvolti nel programma perché dava loro l'impressione che i bambini non fossero morti invano e che il programma avesse reali scopi medici.
Dopo lo scoppio della guerra nel settembre 1939, il programma perse l'iniziale «scientificità» e i controlli della commissione esaminatrice centrale divennero più blandi; nel contempo esso venne esteso fino a includere bambini più vecchi di tre anni (come inizialmente definito) e adolescenti. Nelle parole di Lifton il programma fu esteso fino a coprire «vari casi borderline o deficit limitati, fino all'uccisione di ragazzi designati come delinquenti giovanili. I bambini ebrei poterono essere inclusi primariamente per il fatto di essere ebrei; e in un istituto fu costituito un dipartimento speciale per "minorenni di sangue misto (Mischlinge) ebraico-ariano"». Nel contempo si aumentò la pressione sui genitori per la consegna dei bambini. Molti di loro sospettavano cosa stava accadendo realmente, specialmente dopo che le istituzioni per bambini disabili cominciarono a essere sistematicamente chiuse, e si rifiutarono di consegnare i loro figli alle autorità. Queste ultime minacciavano di togliere la custodia legale di tutti i figli (inclusi quelli non disabili) ai genitori nel caso si fossero opposti. Nel caso la famiglia persistesse nel suo atteggiamento, i genitori venivano minacciati di essere richiamati per «uno speciale incarico di lavoro».
Quando l'intero Programma T4 fu sospeso nel 1941 a seguito delle numerose proteste, erano stati uccisi un totale di circa 5.000 bambini. La sospensione ufficiale non fu però reale e subentrò una nuova fase definita di «eutanasia selvaggia», che proseguì fino al termine del conflitto e contribuì ad aumentare notevolmente il numero delle vittime. L'ultima uccisione riconducibile all'Aktion T4 di un bambino, Richard Jenne, di soli 4 anni, fu eseguita il 29 maggio 1945 presso l'istituto statale di Kaufbeuren-Irsee in Baviera, tre settimane dopo il termine del secondo conflitto mondiale in Germania.

## L'uccisione degli adulti (1939-1941)
| Numero di vittime dell'Aktion T4 (dati ufficiali) 1940 - settembre 1941          | Numero di vittime dell'Aktion T4 (dati ufficiali) 1940 - settembre 1941 | Numero di vittime dell'Aktion T4 (dati ufficiali) 1940 - settembre 1941 | Numero di vittime dell'Aktion T4 (dati ufficiali) 1940 - settembre 1941 | Numero di vittime dell'Aktion T4 (dati ufficiali) 1940 - settembre 1941 | Numero di vittime dell'Aktion T4 (dati ufficiali) 1940 - settembre 1941 |
| -------------------------------------------------------------------------------- | ----------------------------------------------------------------------- | ----------------------------------------------------------------------- | ----------------------------------------------------------------------- | ----------------------------------------------------------------------- | ----------------------------------------------------------------------- |
| Centro T4                                                                        | operativo                                                               | operativo                                                               | numero vittime                                                          | numero vittime                                                          | numero vittime                                                          |
| Centro T4                                                                        | dal                                                                     | al                                                                      | 1940                                                                    | 1941                                                                    | totale                                                                  |
| Grafeneck                                                                        | 20 gennaio 1940                                                         | dicembre 1940                                                           | 9.839                                                                   | ---                                                                     | 9.839                                                                   |
| Brandeburgo                                                                      | 8 febbraio 1940                                                         | ottobre 1940                                                            | 9.772                                                                   | ---                                                                     | 9.772                                                                   |
| Bernburg                                                                         | 21 novembre 1940                                                        | 30 luglio 1943                                                          | ---                                                                     | 8.601                                                                   | 8.601                                                                   |
| Hartheim                                                                         | 6 maggio 1940                                                           | dicembre 1944                                                           | 9.670                                                                   | 8.599                                                                   | 18.269                                                                  |
| Sonnenstein                                                                      | giugno 1940                                                             | settembre 1942                                                          | 5.943                                                                   | 7.777                                                                   | 13.720                                                                  |
| Hadamar                                                                          | gennaio 1941                                                            | 31 luglio 1942                                                          | ---                                                                     | 10.072                                                                  | 10.072                                                                  |
| totale complessivo:                                                              | totale complessivo:                                                     | totale complessivo:                                                     | 35.224                                                                  | 35.049                                                                  | 70.273                                                                  |
| Fonte: Documento 87, S. 232 cit. in Erst Klee. Dokumente zur „Euthanasie“, 1985. |                                                                         |                                                                         |                                                                         |                                                                         |                                                                         |

Brandt e Bouhler si mossero rapidamente per approntare i piani che avrebbero esteso il programma anche alla popolazione adulta. Nel luglio 1939 convocarono un incontro al quale partecipò Leonardo Conti, Reichsgesundheitsführer (Capo della sanità del Reich») e segretario di stato alla sanità presso il Ministero dell'Interno e il professor Werner Heyde, capo del servizio medico delle SS. Tema dell'incontro fu la creazione di un registro nazionale di tutte le persone ospedalizzate affette da malattie mentali e disabilità fisiche.
I primi adulti disabili uccisi dal regime nazista non furono però tedeschi bensì polacchi, quando gli uomini dell'Einsatzkommando 16 «ripulirono» gli ospedali e gli istituti psichiatrici del Reichsgau Wartheland, una regione della Polonia occidentale che i tedeschi, dopo l'invasione, avevano deciso di inglobare direttamente nel Reich. Nell'area di Danzica furono uccisi circa 7.000 pazienti di diversi istituti mentre altri 10.000 subirono lo stesso destino nella zona di Gotenhafen. Simili misure furono attuate anche in altre zone della Polonia destinate all'incorporazione diretta nel Reich.
A Posen migliaia di pazienti furono uccisi con il monossido di carbonio in una camera a gas improvvisata, sviluppata da Albert Widmann, capo del reparto chimico della Kriminalpolizei («Polizia criminale» tedesca). Nel dicembre 1939 il capo delle SS Heinrich Himmler assistette a una di queste gassazioni accertando che questa invenzione avrebbe potuto essere utilizzata proficuamente anche in seguito.

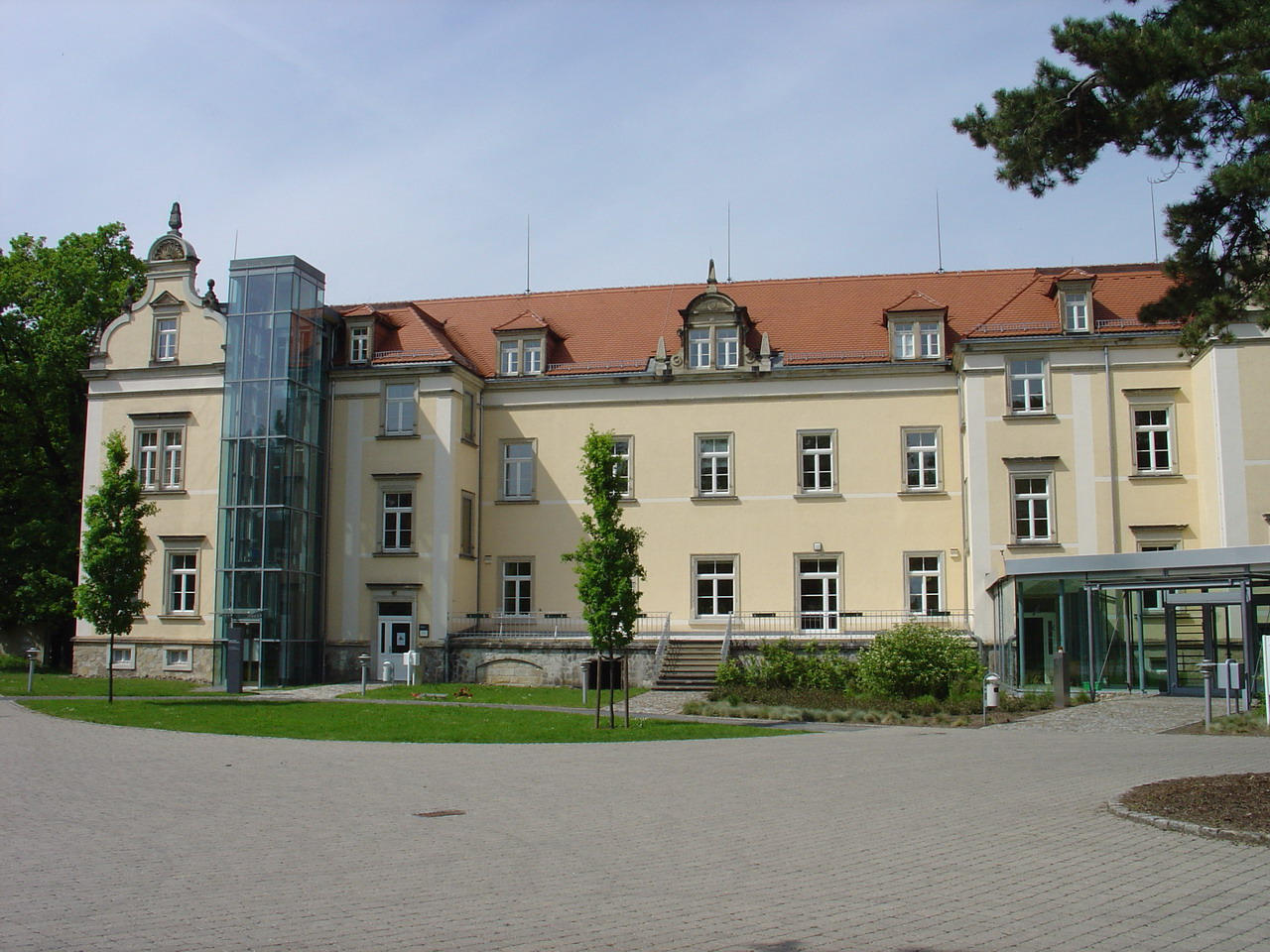
In questo edificio a Sonnenstein sono state uccise 13.720 persone nel biennio 1940-41.

L'idea di uccidere gli «inutili» pazienti mentalmente disabili si propagò rapidamente dalla Polonia occupata alle contigue aree della stessa Germania, probabilmente perché le autorità tedesche di queste aree già conoscevano bene quello che si stava verificando in Polonia. Inoltre i soldati tedeschi feriti nel corso della campagna polacca venivano evacuati presso queste aree di confine e necessitavano di spazio all'interno degli ospedali. Il Gauleiter di Pomerania, Franz Schwede-Coburg, inviò 1.400 pazienti provenienti da cinque ospedali pomerani in Polonia, dove vennero uccisi. Il Gauleiter della Prussia orientale, Erich Koch fece lo stesso con 1.600 ammalati; in totale circa 8.000 pazienti tedeschi furono uccisi in questa prima ondata di uccisioni. Tutto ciò avvenne su iniziativa delle autorità locali, anche se certamente Himmler ne conosceva e approvava l'esecuzione.
Ufficialmente il programma di uccisione di adulti con disabilità mentali e fisiche prese avvio con una lettera che Hitler indirizzò a Bouhler e Brandt nell'ottobre 1939:

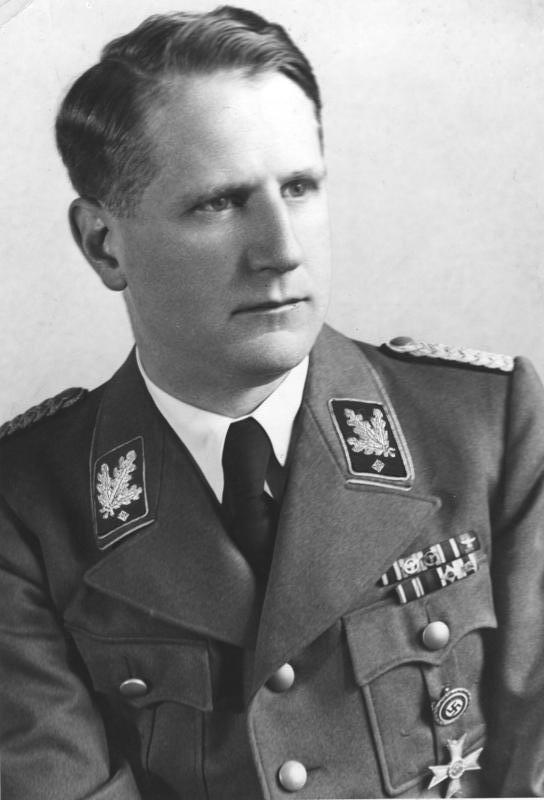
Leonardo Conti, uno dei gerarchi impegnati nell'Aktion T4; scavalcato da Hitler, che ne temeva possibili intralci alla biomedica nazionalsocialista, si uccise in cella un mese prima dell'inizio del processo di Norimberga

La lettera fu retrodatata al 1º settembre 1939, per garantire la necessaria copertura «legale» alle uccisioni già effettuate e per creare una più stretta correlazione tra il Programma T4 e lo scoppio del conflitto, facendo pensare che l'intero progetto fosse una reale «necessità» di guerra. La lettera, che rappresentò l'unica base legale del programma, non fu un formale «decreto del Führer» che nella Germania nazionalsocialista avrebbe avuto a tutti gli effetti il valore di legge. Per questo motivo Hitler scavalcò deliberatamente, almeno in parte, Conti, segretario di stato alla Sanità, e il suo dipartimento (che egli considerava non abbastanza legati alla spietata visione biomedica nazionalsocialista) e che avrebbero potuto sollevare domande scomode circa la legalità del programma e preferì affidarlo direttamente a Bouhler e Brandt, entrambi strettamente legati alla sua persona. Vennero preparate alcune bozze di legge per legalizzare il programma di eutanasia ma Hitler rifiutò sempre di accettarle.

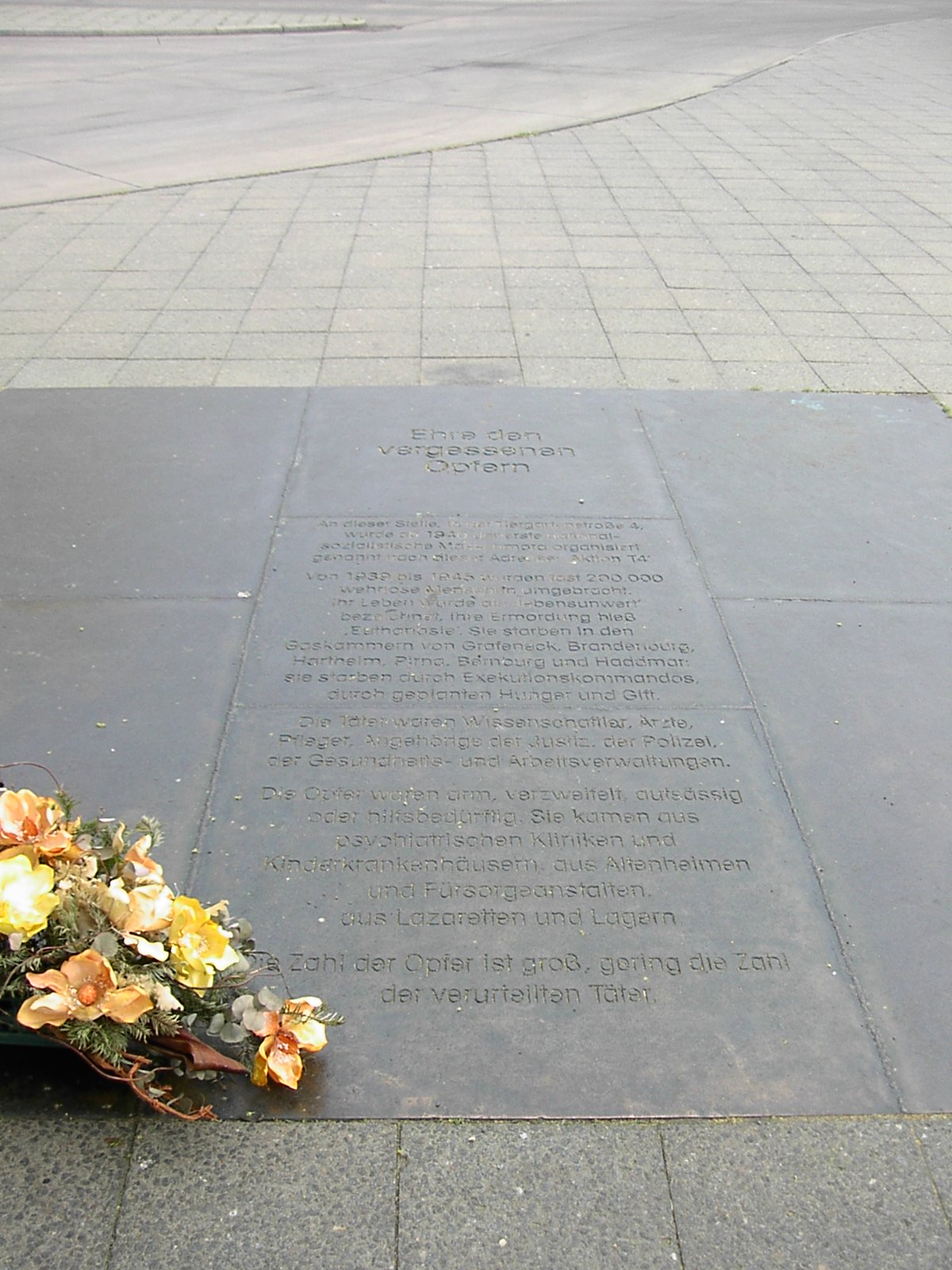
Berlino - Lapide stradale che commemora i morti dell'Aktion T4, sita al n. 4 della Tiergartenstrasse, dove era ubicato l'ufficio centrale del programma eugenetico.

Il programma venne amministrato dallo staff di Viktor Brack, capo dell'Amt 2 («Ufficio 2») della Cancelleria del Führer, che aveva sede in Tiergartenstrasse al numero 4. La supervisione era di Bouhler (del quale Brack era diretto subordinato) e Brandt. Altre figure coinvolte nel programma furono il dottor Herbert Linden, già coinvolto nell'eugenetica infantile, e il dottor Ernst-Robert Grawitz, comandante medico delle SS. Questo vertice organizzativo definì i nomi dei medici che avrebbero dovuto portare a termine la parte «operativa» del programma; questi furono scelti in base all'affidabilità politica, alla reputazione professionale e alle «simpatie» dimostrate nei confronti delle pratiche eugenetiche più radicali. Tra i medici selezionati figuravano alcuni che avevano già dimostrato la loro solerzia nelle uccisioni di bambini come Unger, Heinze e il dottor Hermann Pfannmüller. A questi furono affiancati nuovi medici, per la maggior parte psichiatri, come il professor Werner Heyde di Würzburg, il professor Carl Schneider di Heidelberg, il professor Max de Crinis di Berlino e Paul Nitsche dell'istituzione statale di Sonnenstein. La direzione operativa fu affidata a Heyde, che successivamente fu sostituito da Nitsche.
All'inizio dell'ottobre 1939 tutti gli ospedali, case d'infanzia, case di riposo per anziani e sanatori furono obbligati a riportare su un apposito modulo tutti i pazienti istituzionalizzati da cinque o più anni, i «pazzi criminali», i «non-ariani» e coloro ai quali era stata diagnosticata una qualsiasi malattia riportata in un'apposita lista. Questa lista comprendeva schizofrenia, epilessia, corea di Huntington, gravi forme di sifilide, demenza senile, paralisi, encefalite e, in generale, «condizioni neurologiche terminali». Alcuni medici e amministratori interpretarono la richiesta credendo che lo scopo fosse identificare i pazienti abili al servizio di lavoro e, cercando di proteggerli, sovrastimarono intenzionalmente, con fatali conseguenze, le malattie dei loro pazienti. Nel caso in cui gli ospedali si rifiutassero di collaborare, appositi team di medici (o più spesso studenti di medicina) più compiacenti verso il nazionalsocialismo visitavano tali strutture e compilavano loro stessi i moduli, cercando di rendere la condizione dei pazienti la più sfavorevole possibile. Allo stesso modo, tutti i pazienti di origine ebraica, anche coloro che non rientravano nei «casi» previsti per la soppressione, furono cacciati dalle case di cura e uccisi nel corso del 1940.
Come nel caso del programma di eugenetica per bambini, i moduli degli adulti erano esaminati da una speciale commissione che operava negli uffici della Tiergartenstrasse. Gli esperti dell'ufficio dovevano valutare i casi solo in base alle informazioni riportate sul modulo, tralasciando quindi la storia clinica dei pazienti e senza effettuare ulteriori visite mediche agli stessi. Spesso essi si trovarono «oberati» di migliaia di richieste da esaminare ed evadere in tempi brevissimi. Su ogni rapporto il medico esaminatore apponeva il simbolo «+» (morte) o il simbolo «-» (vita) oppure occasionalmente «?» quando non era in grado di decidere. Dopo che ogni paziente era stato esaminato indipendentemente da tre esperti, nel caso fossero risultati tre simboli +, il paziente veniva ucciso.
Inizialmente i pazienti furono uccisi, come già accadeva nel programma per i bambini, con iniezioni letali. Il metodo era però lento e inefficace e con il prosieguo della guerra, quando i farmaci utilizzati nelle iniezioni divennero sempre più scarsi, divenne chiaro che sarebbe stato necessario trovare un nuovo metodo. Hitler stesso, basandosi sul consiglio del professor Heyde, propose a Brandt l'utilizzo di monossido di carbonio, dopo che una serie di esperimenti effettuati nel gennaio 1940 a Brandeburgo con diversi tipi di iniezioni letali raffrontate con l'impiego del gas avevano dimostrato la superiore efficienza di quest'ultimo. L'uccisione mediante monossido di carbonio puro - era cioè prodotto industrialmente, a differenza di quello che accadde successivamente in alcuni campi di sterminio, dove era invece prodotto dai fumi di scarico di grandi motori - in apposite camere a gas fu presto estesa a tutti i sei centri dell'Aktion T4, quasi tutti ex ospedali o case di cura convertite:

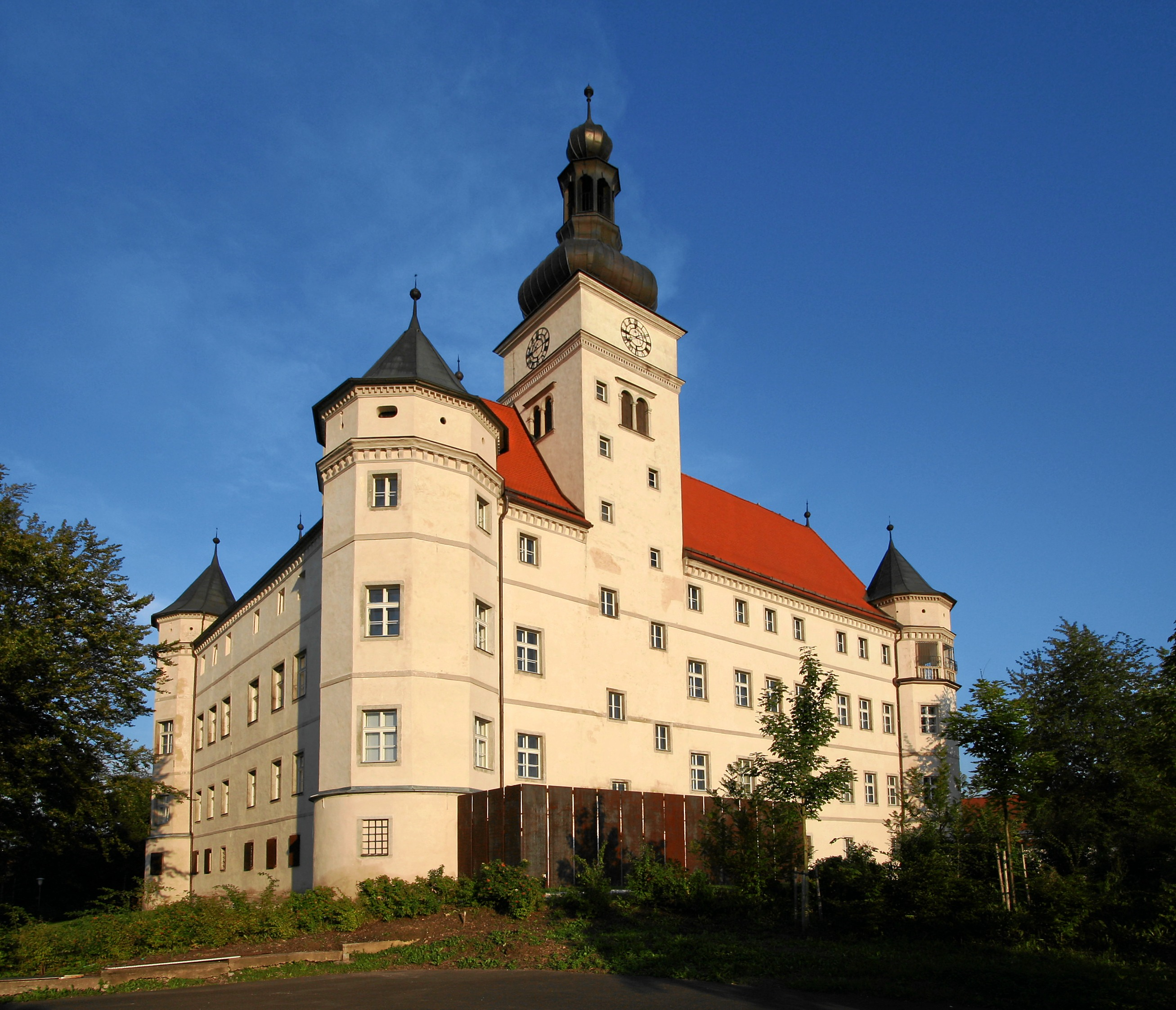
Il castello di Hartheim.

- Il castello di Hartheim vicino a Linz, in Austria
- Sonnenstein, in Sassonia
- Grafeneck, nel Baden-Württemberg
- Bernburg, in Sassonia-Anhalt
- Brandeburgo sull'Havel, nei pressi di Berlino
- Hadamar, in Assia

Oltre che per l'uccisione dei pazienti, questi centri furono utilizzati anche per l'eliminazione degli internati dei campi di concentramento ammalati e ormai non più in grado di lavorare per il Reich. L'operazione di eliminazione degli internati prese il nome di Aktion 14f13.
I pazienti selezionati venivano prelevati dagli istituti di cura da appositi autobus guidati da personale delle SS che indossava camici bianchi. Per impedire ai parenti delle vittime e ai medici che li avevano in cura di poterli rintracciare in seguito, i pazienti erano inizialmente trasportati in «centri» di transito, situati presso i grandi ospedali tedeschi in prossimità della reale destinazione; qui erano posti sotto «osservazione» per un breve periodo prima di essere in seguito trasferiti presso uno dei centri del Programma ove avrebbero ricevuto il «trattamento speciale». La locuzione «trattamento speciale» (in lingua tedesca: Sonderbehandlung), ereditata dal Programma T4, fu in seguito utilizzata anche come eufemismo per indicare lo sterminio durante l'Olocausto. I parenti che eventualmente avessero voluto visitare i loro congiunti nei centri venivano scoraggiati da lettere che spiegavano l'impossibilità di esaudire il loro desiderio in base ad appositi regolamenti promulgati a causa della guerra. Molti dei pazienti, d'altronde, erano stati uccisi nel giro di 24 ore dall'arrivo e i loro corpi immediatamente cremati. Grande cura si riponeva nel produrre per ogni vittima un certificato di morte in cui la causa del decesso fosse verosimile, da inviare insieme con le ceneri ai parenti. La creazione delle centinaia di certificati di morte e la cura posta nel renderli il più realistici possibili, occupava infatti buona parte della giornata dei medici coinvolti nel Programma.
Nel corso del 1940, presso ognuno dei centri di Brandeburgo, Grafeneck e Hartheim furono uccise circa 10.000 persone e altre 6.000 lo furono a Sonnenstein, per un totale di circa 35.000 vittime nell'intero anno. Verso la fine dell'anno, le «operazioni» a Brandeburgo e Grafeneck rallentarono vistosamente, fino al quasi completo blocco, a causa delle crescenti proteste popolari nei confronti del programma eugenetico. Nel corso del 1941 Bernberg e Sonnenstein incrementarono la loro attività mentre Hartheim, comandato prima da Christian Wirth e poi da Franz Stangl - entrambi, in seguito, uomini chiave dei campi di sterminio nell'Est Europa - proseguì come prima. Prima che nell'agosto 1941 il programma fosse ufficialmente fermato, si stimano circa altre 35.000 vittime, per un totale complessivo di circa 70.000. La sospensione ufficiale del programma non si applicò agli internati dei campi di concentramento dell'Aktion 14f13, e si stima che entro il termine del conflitto siano stati circa 20.000 a subire il «trattamento».

## Opposizione al programma
Hitler e il suo staff furono sempre consapevoli che il progetto sarebbe stato impopolare in Germania, a causa della radicalità espressa da questa politica biomedica. Hitler evitò sempre di mettere per iscritto ordini riguardanti politiche che in seguito avrebbero potuto essere considerati crimini contro l'umanità, e da questo punto di vista la lettera scritta dell'ottobre 1939 per Bouhler e Brandt rappresentò un'eccezione. La lettera fu però apparentemente utilizzata per sopraffare l'opposizione della burocrazia statale tedesca - fu mostrata, per ottenerne la cooperazione, al ministro della Giustizia Franz Gürtner nell'agosto 1940.
Hitler affermò a Bouhler che «la Cancelleria del Führer non dovrà in caso essere vista [come] attiva in quest'ambito». Si temeva per le proteste dell'opinione pubblica dell'area cattolica che dopo l'annessione di Austria e Sudeti rappresentava circa la metà della popolazione tedesca. Un rapporto confidenziale dell'SD dall'Austria del marzo 1940 ammoniva che il programma di uccisioni avrebbe dovuto essere effettuato in segreto «per evitare una forte reazione negativa nell'opinione pubblica durante la guerra».
Il programma incontrò anche l'opposizione della burocrazia statale. Un giudice distrettuale, Lothar Kreyssig, scrisse al ministro della Giustizia Gürtner protestando per il fatto che il Programma T4 era giuridicamente illegale, visto che nessuna legge o decreto formale di Hitler lo autorizzava. Gürtner rispose «se lei non può riconoscere la volontà del Führer come fonte di legge allora non può rimanere giudice» e lo destituì.
Nel gennaio 1939, in vista dell'avvio del Programma, Viktor Brack commissionò uno studio al dottor Joseph Mayer, professore di Teologia morale all'Università di Paderborn, riguardo alla reazione delle Chiese nel caso fosse stato avviato un programma di eugenetica sovvenzionato dallo Stato. Mayer - convinto sostenitore dell'eugenetica - rispose che le Chiese non avrebbero reagito nel caso il programma fosse stato percepito come nell'interesse dello Stato. Brack mostrò a luglio il documento a Hitler, aumentando la sua fiducia sul fatto che il progetto sarebbe stato accettato dall'opinione pubblica tedesca. Questo non si verificò e il Programma T4 fu uno dei pochi varati dal regime nazista a causare proteste pubbliche su larga scala.
Una volta avviato il T4, fu impossibile mantenere il segreto a causa delle centinaia di medici, infermiere e coordinatori coinvolti; d'altra parte la maggioranza dei pazienti destinati alla morte aveva parenti attivamente interessati al loro benessere. Malgrado i rigorosi ordini di segretezza impartiti a tutti i livelli, qualcuno che lavorava nei centri di attuazione del Programma parlò di quello che avveniva all'interno di queste strutture. In alcuni casi le famiglie compresero, leggendo i certificati di morte palesemente falsi - ad esempio fu indicata come causa del decesso «appendicite» per un paziente cui l'appendice era però già stata asportata in un'operazione precedente. In altri casi tutte le famiglie dello stesso paese ricevevano contemporaneamente il certificato di morte del loro caro. Nelle città vicine ai centri tutti potevano vedere gli autobus arrivare, vedevano fumare i camini dei crematori e di conseguenza ne traevano le debite deduzioni. Nei pressi di Hadamar, cenere contenente resti di capelli umani fluttuava nell'aria della città. Nel maggio 1941 la corte distrettuale di Francoforte scrisse a Gürtner riferendo che a Hadamar i bambini, al passaggio degli autobus carichi di pazienti, gridavano per le strade che le persone che trasportavano stavano per essere gassate.
Nel corso del 1940 si sparsero voci su ciò che stava succedendo e molti tedeschi dimisero i loro parenti dagli istituti psichiatrici e dai sanatori per curarli a casa, spesso a fronte di grosse spese e sacrifici. In alcuni casi i medici e gli psichiatri cooperarono con le famiglie per dimettere i pazienti oppure, nel caso le famiglie potessero permetterselo, li trasferirono presso cliniche private ove il Programma T4 non aveva giurisdizione - esso infatti si applicava solo a istituzioni statali. È importante notare come il Programma T4 abbia avuto effetto principalmente su famiglie della classe operaia, in quanto quelle benestanti potevano permettersi di ricoverare i loro cari in istituzioni private. Alcuni medici acconsentirono a cambiare le diagnosi già pronunciate per i loro pazienti in modo che essi non rientrassero più nei parametri per la selezione T4, anche se ciò li esponeva al rischio di ispezioni da parte degli zelanti funzionari del Partito. A Kiel, il professor Hans Gerhard Creutzfeldt - scopritore della malattia di Creutzfeldt-Jakob - riuscì a salvare praticamente tutti i suoi pazienti. La maggior parte dei medici collaborò comunque con l'Aktion T4: in parte per ignoranza circa i veri scopi che esso si prefiggeva, in parte per convinta condivisione delle politiche eugenetiche nazionalsocialiste.
Nel corso del 1940 incominciarono a giungere lettere di protesta alla Cancelleria del Reich e al Ministero della Giustizia, alcune delle quali firmate da membri dello NSDAP, ossia dai nazisti stessi. La prima aperta protesta contro lo svuotamento degli istituti psichiatrici ebbe luogo ad Absberg, in Franconia, nel febbraio 1941 e fu ben presto seguita da altre. Il rapporto della SD sugli incidenti di Absberg diceva: «il trasferimento di persone dall'Istituto di Ottilien ha causato molto malcontento» e descriveva grandi masse di cittadini (per la maggior parte cattolici), inclusi membri del Partito, che protestavano. L'opposizione alle politiche T4 si acuì dopo l'invasione tedesca dell'Unione Sovietica del giugno 1941, perché la campagna in corso provocò per la prima volta un elevato numero di perdite e gli ospedali e istituti si riempirono come mai in precedenza di numerosi giovani soldati tedeschi gravemente disabili e mutilati. Incominciarono allora a circolare delle voci secondo le quali anche questi uomini sarebbero stati sottoposti a «eutanasia», anche se in effetti tale eventualità non fu mai presa in considerazione dalle autorità.
Nel corso del 1940 e del 1941 alcuni pastori protestanti presero posizione, seppur non pubblicamente, contro il Programma. Theophil Wurm, pastore luterano del Württemberg, scrisse una dura lettera al ministro dell'Interno Frick nel marzo 1940. Altre proteste si sollevarono dal teologo luterano Friedrich von Bodelschwingh, direttore dell'Anstalt Bethel (una clinica per epilettici sita a Bielefeld), e da Paul-Gerhard Braune, direttore della clinica Hoffnungstal di Berlino. Entrambi utilizzarono le loro connessioni con il Partito per negoziare l'esclusione delle loro istituzioni dal Programma T4: Bodelschwingh trattò direttamente con Brandt e indirettamente con Hermann Göring, il cugino del quale era un famoso psichiatra. Braune ebbe degli incontri con il ministro della Giustizia Gürtner, sempre scettico sulla legalità del programma, e successivamente scrisse una veemente lettera di protesta indirizzata a Hitler. Hitler non lesse la lettera, ma ne fu informato da Lammers, il quale rispose anche a Braune che il programma non poteva essere fermato. In generale, però, la Chiesa protestante, in larga parte coinvolta con il Regime, non era troppo disposta a criticare le scelte dei nazisti. Un ruolo importante su questo fronte l'azione di denuncia del vescovo Clemens August von Galen, detto il "Leone di Münster" che il 3 agosto 1941 pronunciò un violento sermone contro l’eutanasia praticata dal regime nazista.
La Chiesa cattolica, che fin dal 1933 aveva cercato di evitare confronti diretti con il Partito nella speranza di preservare le sue istituzioni principali, divenne sempre più ostile mentre aumentavano le prove dell'uccisione di pazienti disabili nelle cliniche. Il cardinale di Monaco di Baviera Michael von Faulhaber scrisse una lettera privata al governo protestando contro l'applicazione del Programma T4. Il 26 giugno 1941 la Chiesa ruppe il silenzio preparando una lettera pastorale da parte dei vescovi tedeschi (riuniti a Fulda) che fu letta in tutte le chiese il 6 luglio 1941 e che incoraggiò i cattolici ad aumentare la protesta contro il programma. La lettera dichiarava, tra l'altro:
Poche settimane dopo la lettura della lettera pastorale, il 3 agosto 1941 il vescovo cattolico di Münster in Vestfalia, Clemens August Graf von Galen denunciò nel corso di un sermone il programma T4 e ne inviò il testo a Hitler chiamando «il Führer a difendere il popolo contro la Gestapo». Alcuni passaggi del testo:
Il sermone di von Galen estendeva il suo attacco anche alla persecuzione nazista a danno degli ordini religiosi e all'esproprio e alla chiusura delle istituzioni cattoliche. Egli attribuì i pesanti bombardamenti alleati delle città della Vestfalia alla volontà di Dio di punire la Germania che aveva infranto le leggi divine. Le dichiarazioni di von Galen non vennero riprese dalla stampa, completamente asservita al Regime, ma ebbero ampia diffusione attraverso volantini stampati clandestinamente e distribuiti alla popolazione. La Royal Air Force britannica giunse a lanciare volantini con la copia del sermone sulle truppe tedesche. Lo storico Robert Lifton dice: «Il sermone ebbe probabilmente un impatto molto maggiore di quello di ogni altra presa di posizione nel consolidare un sentimento avverso al programma di "eutanasia" [...] ]».
Anche il sacerdote cattolico Bernhard Lichtenberg manifestò pubblicamente, durante diverse funzioni liturgiche, la sua opposizione al programma oltre che alla persecuzione degli ebrei, e per questo fu imprigionato e deportato a Dachau; morì durante il trasferimento.
Le autorità nazionalsocialiste locali richiesero l'arresto (Martin Bormann, segretario del Führer, arrivò a chiederne l'uccisione) di von Galen, ma Hitler fu convinto da Goebbels a soprassedere temporaneamente per motivi di opportunità politica e preferì rimandare al termine del conflitto la «resa dei conti» con il Vescovo. Goebbels temeva che l'arresto di von Galen avrebbe potuto influire sulle prestazioni dei soldati di fede cattolica impegnati in quel periodo nella prima fase dell'invasione dell'Unione Sovietica e, probabilmente, anche una possibile sollevazione popolare in Vestfalia, già duramente provata dai bombardamenti.
Nel mese di agosto la protesta contro il Programma T4 dilagò in Baviera. Gitta Sereny riporta che Hitler stesso fu affrontato da una folla in rivolta nei pressi di Hof; fu l'unica volta che fu pubblicamente criticato nel corso dei dodici anni di dominio incontrastato. Nonostante la collera che mostrò in privato, Hitler non poteva aprire un contrasto con la Chiesa nel momento in cui la Germania era impegnata in un'importante lotta militare su due fronti.
Il 24 agosto 1941 Hitler ordinò la sospensione del Programma T4 e diede inoltre precisi ordini ai Gauleiter di evitare ulteriori provocazioni a danno del clero per tutta la durata del conflitto. Il personale impiegato per realizzare il programma, grazie alle «esperienze» accumulate nell'uccisione tramite gas, fu dopo poco riutilizzato per attuare la «soluzione finale della questione ebraica»; molti di loro raggiunsero posizioni di comando all'interno dei campi di concentramento e di sterminio.
L'Aktion T4 non si fermò mai completamente: nonostante la sospensione ufficiale, l'uccisione dei disabili (adulti e bambini) proseguì, seppur in maniera meno sistematica, fino al termine del conflitto. Le uccisioni proseguirono su iniziativa dei singoli medici e delle autorità locali, attraverso iniezioni letali e morte sopraggiunta per fame e sete. Kershaw stima che il programma T4 causò 70.000-90.000 vittime entro agosto 1941, alle quali devono essere sommate altre decine di migliaia di internati dei campi di concentramento uccisi in seguito all'Aktion 14F13, per cui il numero reale deve essere almeno raddoppiato. Molte altre persone giudicate incapaci di lavorare e disabili furono uccise in Germania tra il 1942 e il 1945. Hartheim, ad esempio, continuò a essere utilizzato come centro di sterminio fino al 1945.

## Dopo la guerra
Alla fine della guerra, i pazienti psichiatrici hanno continuato a subire discriminazioni in quanto idee di stampo eugenetico continuarono a persistere nella società. La situazione iniziò a migliorare a partire dagli anni '70. Nei processi per "eutanasia" solo a pochi autori di reato furono comminate condanne severe. La maggior parte dei medici coinvolti nel programma T4 non furono mai stati chiamati a rendere conto della condotta criminosa adottata. Nel 1987 nacque la Federazione per le Persone Danneggiate dall'Eutanasia e sottoposte a Sterilizzazione Obbligatoria. Da allora, gli appartenenti combattono perché a queste persone vengano riconosciuti gli stesso diritti delle altre persone perseguitate durante il nazismo. Solo nel 2007, il parlamento tedesco ha bandito la legge sulla sterilizzazione forzata.. Nel 2023 la rivista The Lancet ha istituito una commissione speciale dedicata alla medicina e i medici durante la seconda guerra mondiale e l'Olocausto.

## Nella cultura di massa
- Marco Paolini ha citato l'organismo nel suo spettacolo Ausmerzen.[87][88]
- Dell'Aktion T4 si parla diffusamente nel romanzo di Ken Follett L'inverno del mondo.[89]
- Nella serie tv L'uomo nell'alto castello, distopia ambientata in un'America negli anni '50 nella quale i nazisti hanno vinto la seconda guerra mondiale, vi è una scena della seconda puntata nella quale si fa preciso riferimento alle ceneri prodotte dagli inceneritori per bruciare i malati e, più tardi, l'eutanasia prevista obbligatoriamente sui malati genetici per legge diviene un elemento centrale nel prosieguo della trama.[90]
- Il programma Aktion T4 appare anche nel film Opera senza autore (2017) di Florian Henckel von Donnersmarck. Nel programma, la giovane zia del protagonista (interpretata da Saskia Rosendahl) viene uccisa a seguito di una presunta schizofrenia e dopo essere stata sterilizzata nel 1937.[91][92]
- Nel corto drammatico di Netflix Perdonaci i nostri peccati si fa riferimento all'aktion T4 nelle note finali del film: